# Nemišajeve
Nemišajeve (ukrajinsky Немішаєве, rusky Немешаево – Němešajevo) je městys (ukrajinsky selyšče) v Kyjevské oblasti na Ukrajině. K roku 2019 v něm žilo bezmála osm tisíc obyvatel.

## Poloha a doprava
Nemišajeve leží přibližně osmnáct kilometrů jihovýchodně od Boroďanky, a bezmála čtyřicet kilometrů severozápadně od Kyjeva, hlavního města Ukrajiny.
Prochází přes něj železniční trať Kovel – Kyjev a dálnice M 07 z Kyjeva k polsko-ukrajinské hranici.

## Dějiny
Obec byla založena v roce 1900 v souvislosti s výstavbou železniční tratě Kovel – Kyjev. Byla pojmenována k poctě Klavdije Semenovyče Nemišajeva, tehdejšího ředitele Jihozápadní dráhy. V době založení oblast patřila šlechtickému rodu Voroncovovů.
Během druhé světové války v letech 1941 až 1943 byla obec okupována nacistickým Německem, byla zde silná partyzánská aktivita - po válce bylo za partyzánské aktivity vyznamenáno asi 280 jejích obyvatel.
Městysem je obec od roku 1950, kdy se také sloučila s obcí kolem železniční stanice.
V roce 2022 během ruské invaze na Ukrajinu obec okupovala od 2. března do 2. dubna Ruská armáda. Elektřina ani topení nefungovaly, okupační armáda vykrádala obchody i domy, dva týdny do obce okupační armáda nepouštěla ani humanitární pomoc. Okupační armáda bezdůvodně zabila 20 obyvatel obce. Více než 300 budov bylo poškozeno.

## Současnost
V obci jsou dvě základní školy a zemědělská střední škola spadající pod Národní univerzitu biozdrojů a využití přírody. Je zde také výzkumný Institut pěstování brambor spadající pod Ukrajinskou národní akademii věd. 

Nejvýznamnější historickou památkou byl palác šlechtické rodiny Osten-Saken postavený v první polovině 19. století, ve 20. století byl využíván jako administrativní budova nebo sklad. V roce 2000 vyhořel a nebyl zrekonstruován.

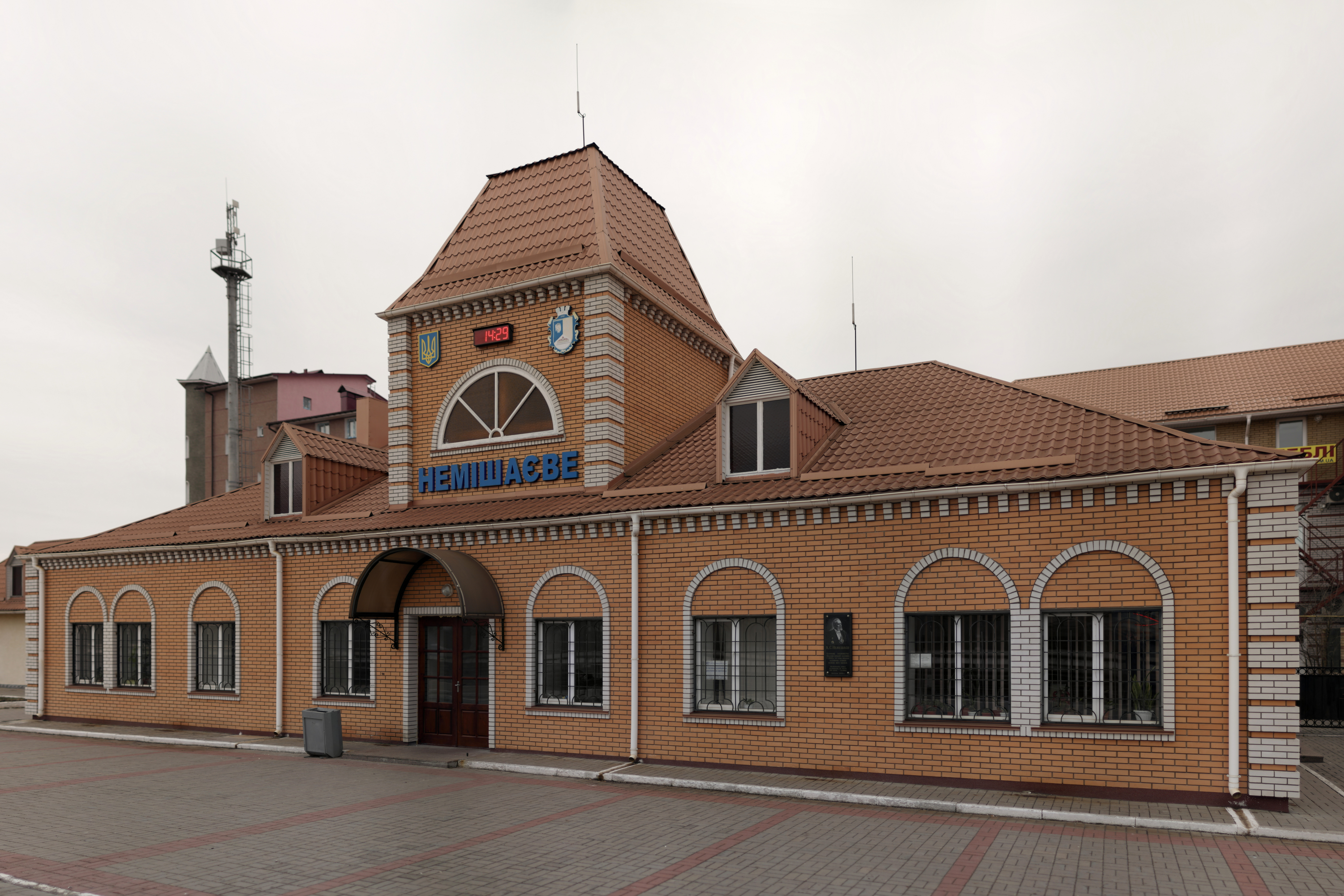
budova železniční stanice
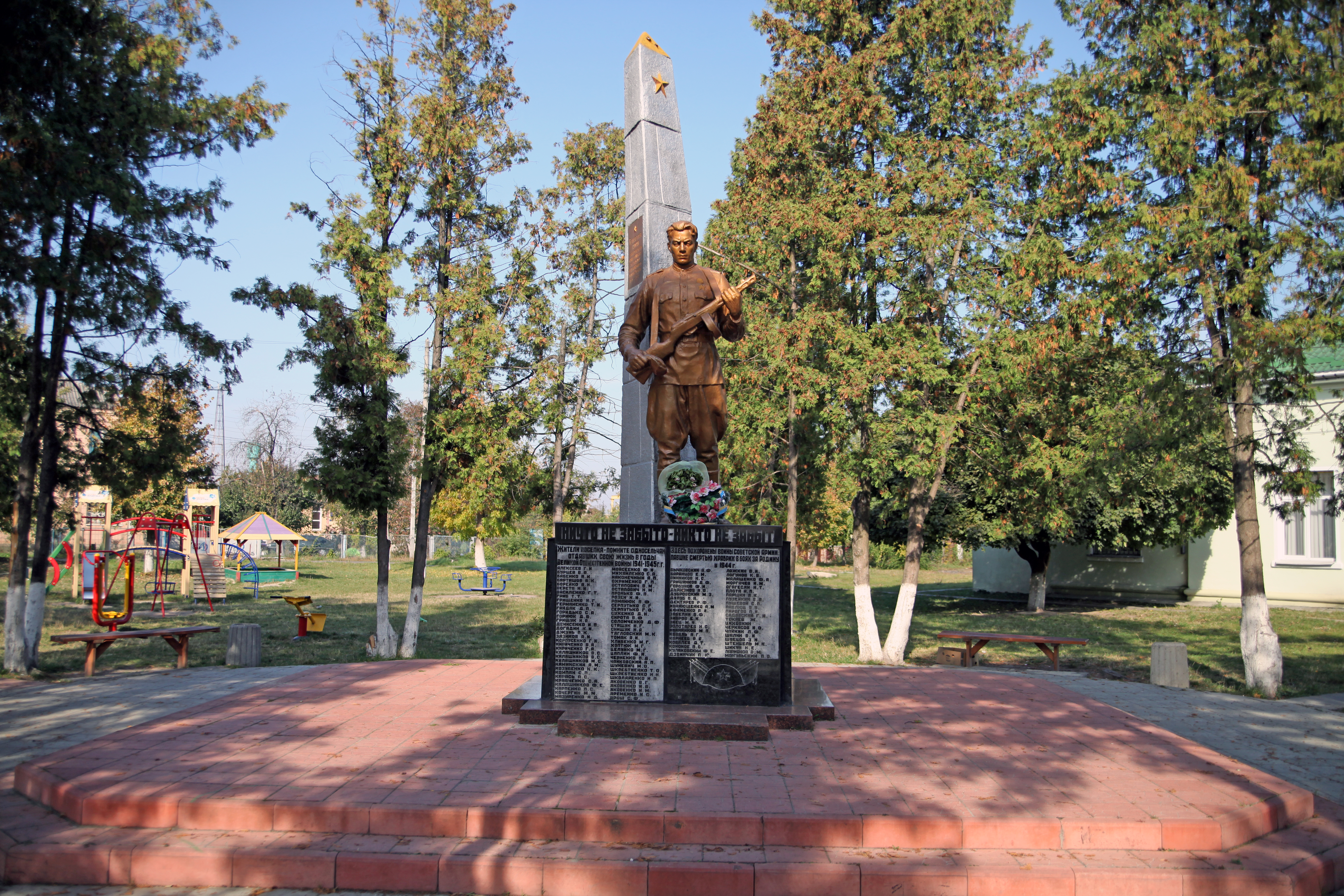
masový hrob padlých vojáků Rudé armády
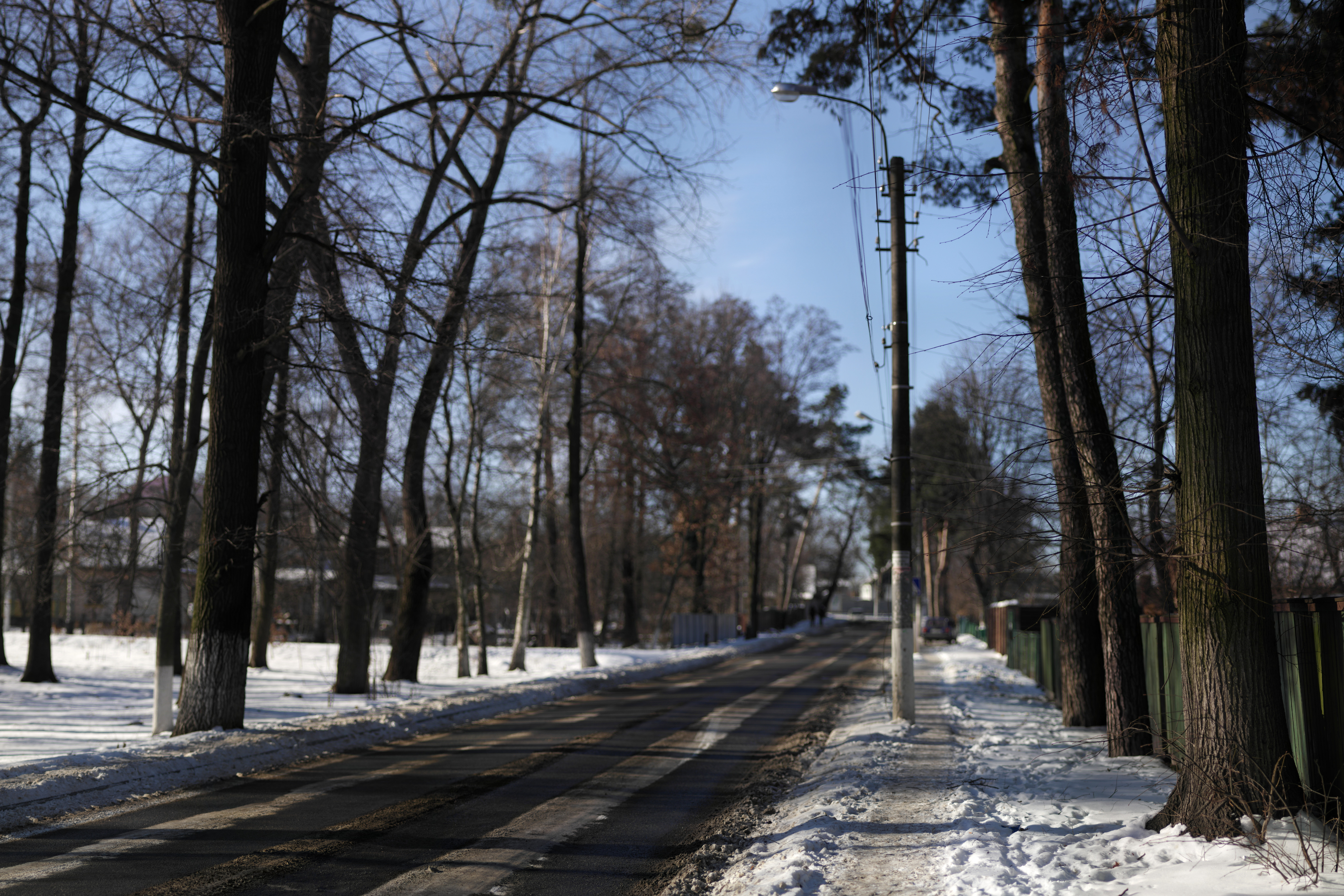
ulice v obci
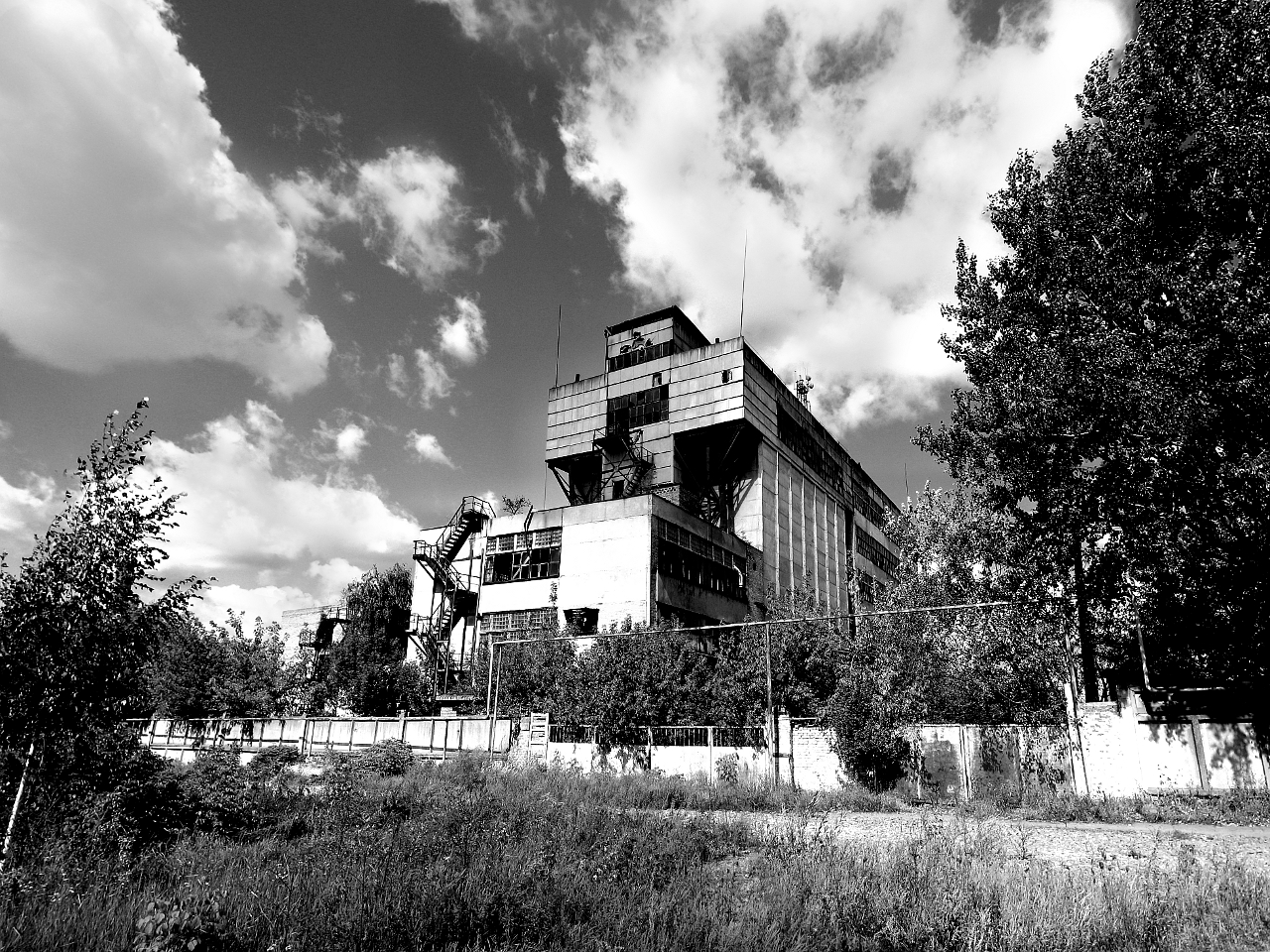
ruiny biochemické továrny